# Livre de la Sagesse

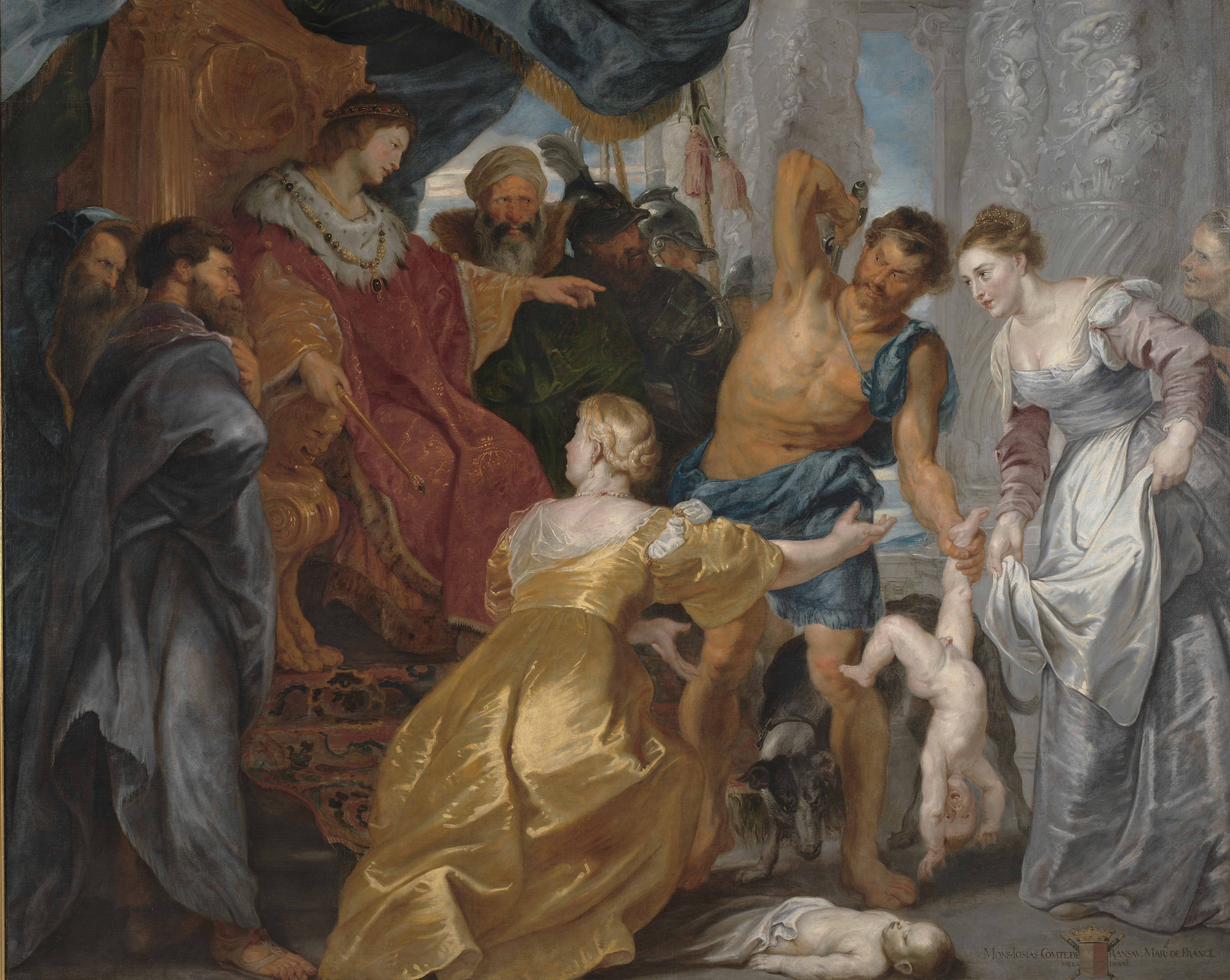
Le Jugement de Salomon de Pierre Paul Rubens (1617).

Le Livre de la Sagesse (appelé en grec Sagesse de Salomon) est un livre qui figure dans l'Ancien Testament de l'Église catholique et de certaines Églises orthodoxes.
Ce livre de rédaction grecque fait partie du canon des Écritures inspirées pour les catholiques et certains orthodoxes, mais ne figure ni dans les bibles de tradition protestante ni dans le canon des écritures hébraïques reconnues par la Bible massorétique. En revanche, il fait partie des écrits en grec de la Septante.

## Présentation
Le livre a reçu anciennement le titre de Sagesse de Salomon parce que les chapitres 7-9 font parler ce roi que la tradition juive considérait comme « le sage » par excellence.

Il s'agit d'un artifice littéraire, courant à l'époque, destiné à couvrir une pensée nouvelle sous une autorité unanimement reconnue. En réalité, le livre s'apparente aux écrits du judaïsme alexandrin et il a été rédigé en grec par un auteur anonyme. Au XIXe siècle, la critique protestante a voulu attribuer à Aristobule la composition du livre, sans raisons sérieuses cependant, car ce n’est pas ainsi qu’aurait parlé un favori des rois d’Égypte.
Sa date est incertaine. Divers indices, tirés du vocabulaire et d'une allusion aux revendications contemporaines des Juifs d'Égypte à l'égalité civique (Sg 19, 16),, invitent à ne pas remonter au-delà des années 50 av. J.-C. et même à descendre en période romaine, à partir de la prise d'Alexandrie par Auguste (30 av. J.-C.). L'ouvrage n'a pas dû être écrit d'un seul jet : sa composition s'échelonne sur plusieurs années, et la troisième partie présente d'assez nombreux rapprochements avec La Vie de Moïse de Philon d'Alexandrie : les deux auteurs ne semblent pas très éloignés dans le temps.
Par sa date probable (Ier siècle av. J.-C.), c'est sans doute le dernier en date des écrits de l'Ancien Testament. Il se compose de deux grandes parties : le thème sapientiel de la sagesse (thème du juste souffrant, la sagesse pour épouse), et un long midrash des plaies d'Égypte.

## Contenu
Le Livre de la Sagesse cherche à répondre au défi de la sagesse païenne (notamment, la philosophie) par rapport à la révélation divine. On y trouve notamment, reprises de la philosophie grecque, les quatre vertus cardinales : « Aime-t-on la rectitude ? Les vertus sont les fruits de ses travaux, car elle enseigne tempérance et prudence, justice et force. » (Sg 8,7).
Dans une optique chrétienne, le livre est lu comme abordant, de façon cryptée, le thème de la résurrection de la chair et de la création nouvelle (cf. Paul Beauchamp, Pages exégétiques).